# Oliver Twist (película de 1982)
Oliver Twist es una película de animación de 1982 dirigida por Richard Slapczynski. La trama fue adaptada por John Palmer según la obra clásica del escritor Charles Dickens, Oliver Twist, cuya publicación comenzó en 1831. La película consta con 72 minutos de duración y emplea las voces de Barbara Frawley, Robin Stewart y Wallas Eaton entre otras. La película fue producida para el estudio australiano Burbank Films Australia por George Stephenson, cómo parte de la serie de adaptaciones de las obras de Dickens que el estudio produjo entre 1982 y 1985. Hoy en día, la película y los derechos sobre sus másteres forman parte del dominio público.

## Reparto original
- Barbara Frawley
- Robin Stewart
- Wallas Eaton
- Derani Scarr
- Ross Higgins
- Bill Conn
- Sean Hinton
- Faye Anderson
- Robin Ramsay

## Doblaje al español
- Ana Ángeles García - Oliver Twist
- Ana Díaz Plana - Sally